# Dizaster
Dizaster (настоящее имя Башир Ягами; род. 29 июня 1984 года, Лос-Анджелес, Калифорния, США) — американский баттл-рэпер ливанского происхождения.

## Биография
Родители Dizaster’а — выходцы из Ливана. Он известен также под именем Башир Бакалакадака. В 1980-х семья Башира переехала в Ливан, в 1990-х после гражданской войны в стране вернулась в США. Писать рэп Башир начал ещё в Ливане, затем в США начал участвовать в рэп-баттлах. Школу Башир часто прогуливал, а под конец вообще бросил. Вместо этого он подрабатывал от случая к случаю. Чтобы хватало на жизнь и на запись своих треков в студии, устроился работать таксистом, предварительно сдав экзамены для получения прав. Свои первые треки записал в 16 лет — тогда же появился псевдоним Dizaster. Псевдоним образован от английского disaster («катастрофа») и отсылает к стереотипам в США об арабах как о террористах.

## Творчество
Карьеру в баттл-рэпе Dizaster начал в 2000-х годах. Выступал на американских площадках Basementality, Red Bull Emsee, Jump Off, Tourettes Without Regrets, LA Battlegroundz, Ground Zero, URL, GrindTime. Первые серьёзные выступления состоялись в 2006 году — тогда он стал участником баттлов, проводимых в музыкальном магазине Basement. Позднее эти мероприятия получили название Basementality. Первый ролик с баттлом на YouTube был выложен в 2007 году, где он на площадке Jump Off противостоял Lush One. В 2008 году на площадке GrindTime победил таких оппонентов, как Illmaculate, Arsonal, The Saurus и других. Уже в те годы было заметно влияние Эминема и Slim Shady на стиль Dizaster, в чём его постоянно обвиняли. Однако с тех пор он выработал собственный стиль, основанный на агрессивной подаче и экспрессивной интонации. В 2009 году Dizaster, выступающий за американскую баттл-площадку GrindTime, подверг критике канадскую King of the Dot, обвинив её в «краже формата» GrindTime. После этого на площадке GrindTime состоялся баттл между Dizaster и основателем King of the Dot — Organik. Вскоре после этого популярность GrindTime пошла на спад, а Dizaster стал выступать в King of the Dot.
В 2012 году, выиграв баттл против рэпера Canibus на площадке King of the Dot, Dizaster стал чемпионом лиги. В 2013 году Dizaster в баттле с Arsonal не смог отстоять свой чемпионский титул, затем в 2014 году проиграл Pat Stay. В том же году в конце поединка с Math Hoffa ударил его и был дисквалифицирован, после учинённой им массовой драки был вынужден заплатить штраф за сломанное оборудование. В 2014 году его исключили из King of the Dot на один год. Он принял участие в телепроекте о рэп-баттлах в формате реалити-шоу Total Slaughter, организованном при участии Эминема. Dizaster выбыл на первом же этапе шоу. В 2015 году провёл рэп-баттл с Cassidy. Затем Dizaster начал гастролировать по миру, выступая против сильнейших баттл-рэперов в Швеции (на The O-Zone против Zeps и Crome), Великобритании (на Don’t Flop против Sensa, Unanymous, в паре с Okwerdz против Tenchoo и Lego, в паре с Oshea против Philly Swain и Pedro; на The Battle Lab против Shotty Horroh), Германии (на Rap Am Mittwoch против Tierstar и SSYNIC), Нидерландах (на Punchout против Adi и Truth), Филиппинах (на Sunugan против Loonie), Австралии (на Real Talk против Dwizofoz и E. Farrell, и на Got Beef? против Jay Legend, Manaz и Devast8r), Ливане (на The Arena против Ed Abbas и Muhandas) и Новой Зеландии (на 1Outs против Skolar). Через год после дисквалификации вернулся в King of the Dot. Принял участие в съёмках фильма Джозефа Кана о рэп-баттлах «Насыщенный», который продюсируют Эминем и Dr. Dre.
Для стиля Dizaster’а характерны быстрая читка, сложные рифмы, агрессивная и резкая подача куплетов, а также внезапный фристайл. Он входит в пятёрку рэперов США по числу проведённых батлов — 98. Часто строит панчлайны на банальных шутках оппонентов — о том, что он сириец, террорист, мусульманин и так далее.

## Dizaster против Oxxxymiron
16 октября 2017 года на King of the Dot в рамках турнира World Domination 2017 состоялся его баттл с российским рэпером Oxxxymiron, который планировался ещё в 2015 году. Баттл вызвал широкий резонанс и стал самым просматриваемым видео площадки King of the Dot. Баттл официально не судился, однако Dizaster после окончания признал победу соперника. Любимым панчем соперника Dizaster назвал «You mad cause Iʼm Joseph Stalin on you» («Ты бесишься, что я пошёл на тебя, как Иосиф Сталин / задавил тебя стилем»). Это отсылка к известному в США инциденту, когда после произнесённой фразы «You mad cuz Iʼm stylin' on ya!» («Ты бесишься, что я убираю тебя на стиле!») баттл-рэпером Nyckz, его оппонент ENJ ударил его.
Через два дня после баттла он снялся в рекламе пива «Клинское».